# Pizza estilo Chicago
La pizza estilo Chicago (en inglés Chicago-style pizza) es una variedad específica de pizza, tradicionalmente elaborada abierta, como la focaccia. El estilo de Chicago es más parecido a una casserole o una lasaña. La auténtica pizza estilo Chicago tiene una base de pan gruesa, honda y crujiente, rellena de queso y salsa de tomate en trozos. Existen dos variantes: la que es abierta y posee una base gruesa, llamada deep-dish pizza, y la que se cierra como un calzone, o stuffed pizza (‘pizza rellena’).

## Historia

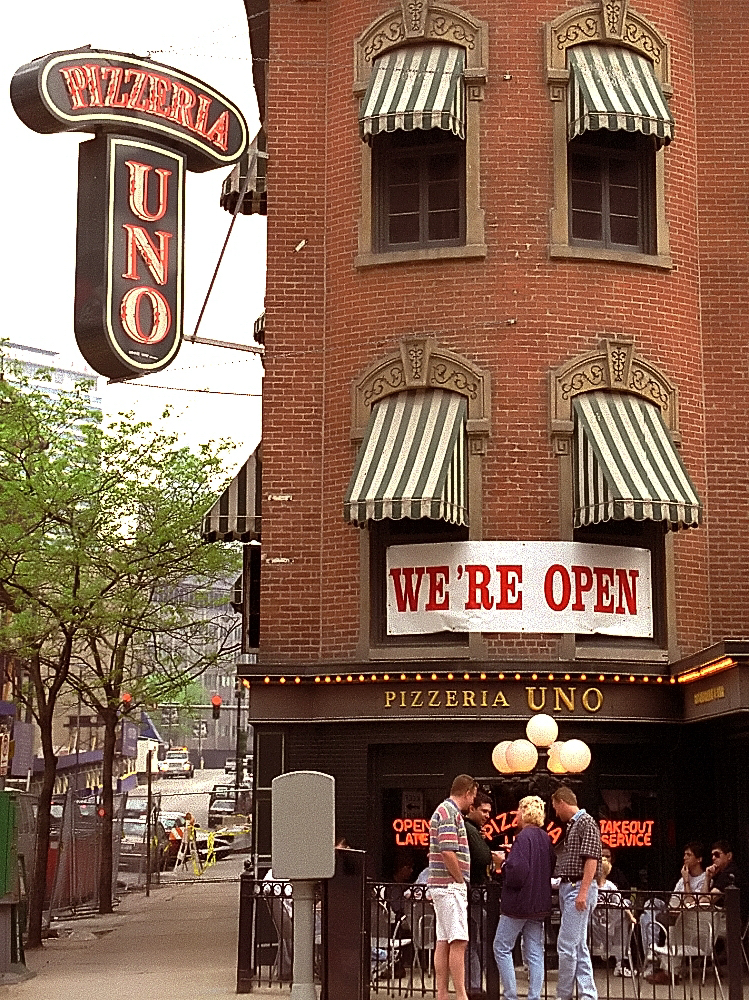
Pizzería Uno de Chicago.

La pizza,cuyo origen se encuentra en Nápoles, se popularizó en los Estados Unidos en primer lugar con su llegada a Nueva York a comienzos del siglo XX, con la apertura de restaurantes por parte de inmigrantes italianos. A esta primera versión, más similar a la original que la versión estilo Chicago, se le dio el nombre de pizza estilo Nueva York. 
La variante deep-dish de la pizza estilo Chicago fue inventada antes que la variante pizza rellena. Aunque las fuentes coinciden en que el origen se encuentra en la ciudad de Chicago, la fecha y el autor de la primera receta son controvertidos. Según declaraciones de la familia Rosati al  periódico Chicago Tribune, la receta se presentó por primera vez en el restaurante Rosati's Authentic Chicago Pizza en 1926. Según otras fuentes, apareció en primer lugar en el local Uno Chicago Grill en 1943. Sin embargo, en un artículo de 1956 del Chicago Daily News se asegura que la receta de la pizza de Uno's fue desarrollada por el empleado del local Rudy Malnati.
La diferencia principal entre la deep-dish y otras pizzas es que, como su propio nombre indica, la masa es muy honda y crea una pizza muy gruesa que se parece más a una tarta que a un pan plano. Aunque el resultado final es muy grueso en el estilo tradicional, la masa de la deep-dish en sí es delgada. 
La elaboración comienza con una capa simple y gruesa de masa (hecha con aceite de oliva y harina gruesa de maíz sin germen) que se coloca en una sartén honda redonda y se levanta hasta el borde. Entonces se hornea antes de agregar el resto de ingredientes. La sartén suele aceitarse generosamente para  que el borde quede frito. El borde se cubre con queso (generalmente con rebanadas de Mozzarella) y se añade carne como salchicha italiana (muy común de Chicago) y verdura como cebolla y pimiento. También se añade una salsa de tomate, normalmente sin cocinar. Típicamente se finaliza con otra capa de queso. Se emplea casi una libra de queso en una pizza normal .

## Pizza rellena

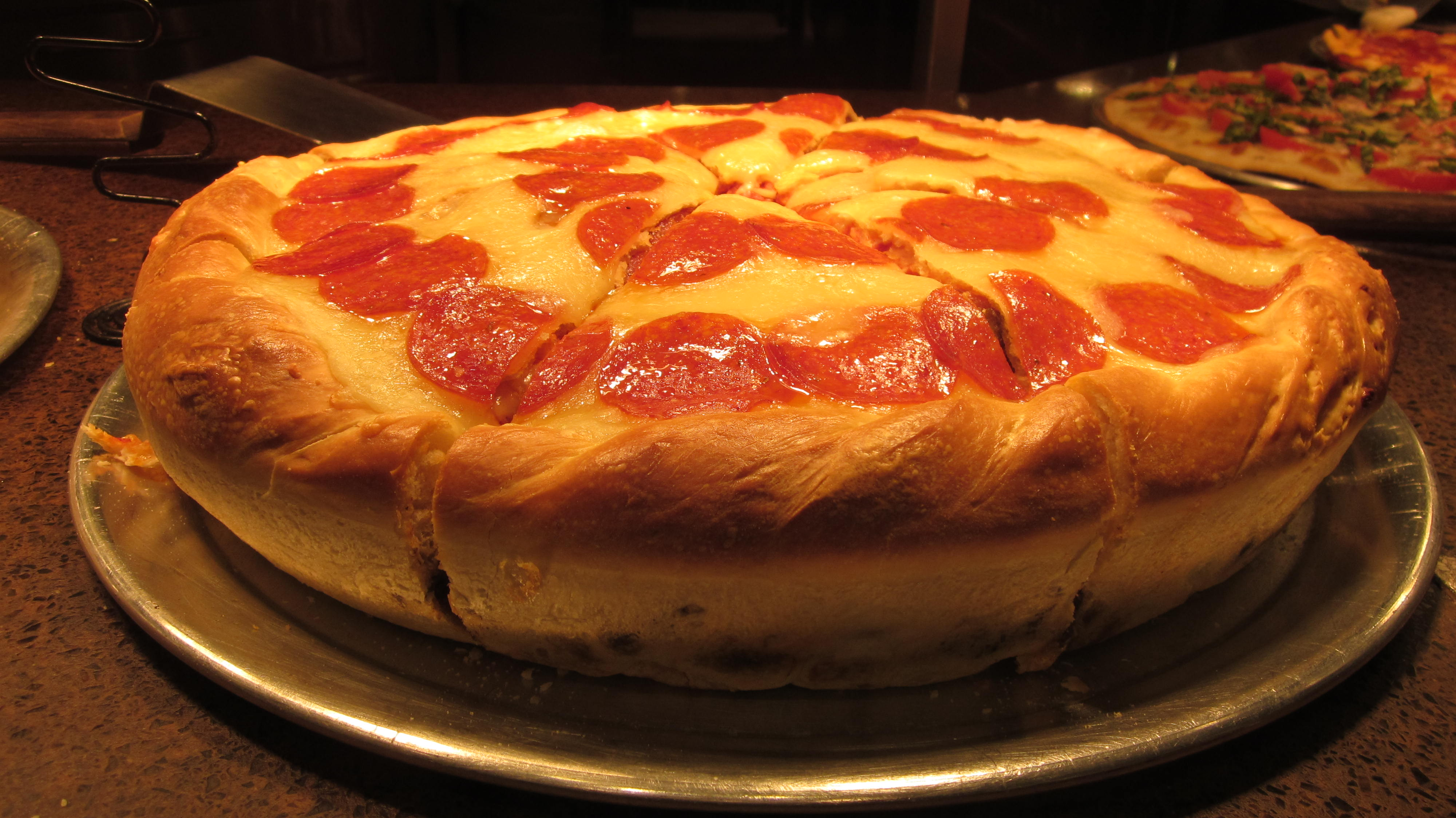
Una pizza deep-dish de carne de Bristol Farms.

A mediados de los años 70 dos cadenas de Chicago, Nancy's, fundada por Rocco Palese, y Giordano's, empezaron a experimentar con la pizza y crearon la versión cerrada. Palese fundamentó su creación en una receta de su madre para la scarciedda, un plato del este cerca de Potenza. La pizza rellena suele ser aún más alta que deep-dish, pero aparte de eso puede ser difícil ver la diferencia hasta que se corta. Una pizza rellena generalmente tiene una mayor densidad de ingredientes que cualquier otro tipo de pizza. Al igual que con la deep-dish,  en primer lugar se forma un tazón con masa en una sartén honda, y después se agregan  los demás ingredientes y el queso.Por último, se coloca encima una capa adicional de masa y se presiona contra los lados del borde inferior para cerrar la masa.